# Hypocacculus braunsi
Hypocacculus braunsi är en skalbaggsart som beskrevs av Heinrich Bickhardt 1921. Hypocacculus braunsi ingår i släktet Hypocacculus och familjen stumpbaggar. Inga underarter finns listade i Catalogue of Life.